# Eurhinocricus parvior
Eurhinocricus parvior är en mångfotingart som först beskrevs av Chamberlin 1918.  Eurhinocricus parvior ingår i släktet Eurhinocricus och familjen Rhinocricidae. Inga underarter finns listade i Catalogue of Life.